# Aníbal Litvin
Aníbal Litvin (Morón, provincia de Buenos Aires, Argentina, 9 de diciembre de 1961) es periodista, escritor, autor y humorista argentino de importante carrera en los medios de comunicación. Ha trabajado para televisión, teatro, publicaciones gráficas e Internet. Es autor de libros infantiles y juveniles de gran éxito en México, Argentina, Chile, Uruguay y Colombia entre otros países latinoamericanos. Es también autor de una serie de libros con el nombre de Claudio Singer.

## Libros
Es autor de los libros a saber: 
- Quien sabe dónde (Novela de ciencia ficción) (M.A.M. Editorial) 2025
- Dino Gol (Capicúa) 2024
- El Libro de Oro de Argentina Campeón (Capicúa) 2024
- El Libro de Oro de Messi (Capicúa) 2024
- El Libro de Oro del Mundial 2022 (Capicúa) 2023
- 1000 Datos Curiosos, Tiernos y Sorprendentes sobre Perros y Gatos (Capicúa) 2023
- 1000 Nuevos Datos Locos del Fútbol Mundial (Capicúa) 2022
- Micky Ondas, un goleador de otro planeta (Capicúa) 2021
- The Book with 365 Questions, (M.A.M. Editorial) 2021
- El Libro de las 365 Preguntas, una invitación a pensar en tu vida (M.A.M. Editorial) 2021
- El Libro de las Heroínas (V&R Editoras) 2020
- El Libro de los Monstruos (V&R Editoras) 2018
- El Libro de los Número Uno (V&R Editoras) 2017
- 1000 Datos Locos del Fútbol Americano (V&R Editoras-México) 2017.
- 1000 Datos Locos de los Juegos Olímpicos (V&R Editoras) 2016.
- El Libro de los Villanos (V&R Editoras) 2015.
- El Libro de las Mentiras (V&R Editoras) 2015.
- 1000 Datos Locos del Fútbol Mundial (V&R Editoras) 2014.
- 1000 Curiosidades do Mundo da Bola que Todo Craque Deveria Saber (Editorial V&R. Brasil)
- Casi 1000 datos asquerosos para saber que este mundo es inmundo (Editorial V&R) 2013.
- 1000 datos insólitos que un chico debería conocer para saber que en el mundo están todos locos (Editorial V&R) 2010.
- 1000 Curiosidades insólitas que um Garoto deveria saber para Descobrir que no Mundo só tem Louco (Editorial V&R. Brasil)
- Casi 1000 disparates de todos los tiempos (V&R Editoras)(2011)
- 1000 cosas inútiles que todo chico debería saber antes de ser grande (V&R Editoras)
- El Manual del pequeño atorrante (V&R Editoras)
- Chistes del pequeño atorrante (V&R Editoras)
- Los juegos del pequeño atorrante (V&R Editoras)
- Chistos tontos, Chistes de Papá y Mamá, Chistes de Colegio, Chistes de Oficina (V&R Editoras)
- Piadas do Pequeno Travesso (Editorial V&R. Brasil)
- El manual del Chico Revoltoso. (Editorial V&R, México)
- Chistes del Chico Revoltoso (Editorial V&R, México)
- Los más alegres chistes de velorios. (Ediciones de la Urraca)
- Los chistes más estúpidos del mundo.(Ediciones de la Urraca)
- Chistes para contar en el recreo. (Ediciones de la Urraca) 1996.
- Este es un libro Chistoso para Chicos. (Editorial Guadal)
- Este es un libro Chistoso de Superhéroes (Editorial Guadal)
- Este es un libro Chistoso de Experimentos (Editorial Guadal)
- Este es un Libro Chistoso de Animales (Editorial Guadal)
- Piadas Muito Bobas, Piadas de Escola, Piadas de Escritorio, Piadas de mamae e papai (Editorial V&R. Brasil)
- 1000 Coisas Inúteis que um Garoto Deveria Saber Antes de Crescer (Editorial V&R. Brasil)
- Chistes para Chicos Chistosos (V&R Editoras) 2011
- 369 Curiosidades de Sexo (V&R Editoras) 2011
- Quase 1.000 absurdos de todos os tempos (Editorial V&R. Brasil) 2012
- Chistes para Chicos Chistosos 2 (V&R Editoras) 2012

Con el nombre de Claudio Singer es autor de libros de Juegos y Entretenimientos: "A Jugar con los Tricampeones" (2023) y "¡Este Libro de Juegos es Mundial!" (2024), "Juegos y Chistes con ¡Dinosaurios!, "Chistes y Juegos con ¡Unicornios", "Chistes y Juegos con ¡Bichos!", "A Jugar con El Principito" (2024) todos con editorial Artemisa de Argentina.

## Televisión y Teatro
- Autor de las Obras teatrales de Nito Artaza (1995-2009)
- Productor Ejecutivo obras "Boeing-Boeing" (1998-1999)-"El último de los amantes ardientes" (2001-2002)
- "Comicanto Punto Ja!" (2014)
- "Cerrame la Grieta" (2018 - Carlos Paz) (coautor)

Guionista:
- Sketch Susana Giménez (2007-2009)
- Zapping (Telefé)
- "No hay dos sin tres" (Canal 9) (2003-2004)
- “Sonámbulos” (Telefé)
- “Crónicas Picantes”
- "Mañanas Informales con Jorge Guinzburg (Canal 13)
- Ceremonia del Premio Martín Fierro (Canal 9) (2004 y 2005)
- Ceremonia del Premio Martín Fierro de Radio (2017)
- "Un Mundo Perfecto", con Roberto Pettinato
- "@Rodríguez", con Miguel Ángel Rodríguez
- "Polémica en el bar" (2017)
- "Periodismo para Todos" (Sketch "The House of Grieta" Sketch "Verano del 2018" Sketch "Argentina, Tierra de Rencor y Venganza")

Otros trabajos en televisión:
- "Ritmo de la noche"
- "El juego de los matrimonios"
- El show de Carlos Perciavalle
- Bocanitos de Artaza
- "Dadyvertido"
- “Alfombra Roja” (Televisión de Chile)

## Gráfica e Internet
- Secretario de Redacción de Revistas Humor, La Urraca y La Cotorra
- Editor Periodístico Revistas Aftermarket, Mecánico Profesional
- Página de Facebook: "Anibal Litvin Blog"